# Български възход
„Български възход“ е българска националноконсервативна политическа партия, но според анализатори е лява, национал-патриотична и прокремълска формация.
Официално е учредена на 5 май 2022 година. Неин лидер е Стефан Янев, бивш служебен министър-председател. Между учредителите на партията са бившият служебен регионален министър Виолета Комитова, бившият служебен министър на спорта от правителството на Огнян Герджиков и депутат от гражданската квота на БСП Даниела Дашева , бившият зам.-министър на енергетиката Георги Самандов (син на ген. Атанас Самандов), бившият депутат от НДСВ и ректор на пловдивския Университет по хранителни технологии Пламен Моллов, Леона Асланова, бившият кореспондент на БТА в Сърбия Николай Коев, бившият активист на БСП и член на Дружеството за приятелство на България с Русия и ОНД Алекси Иванов - внук на бившият вицепремиер и министър на земеделието и горите на НРБ (от 1986 до началото на 1989 г.) и организационен секретар на БЗНС (казионен) Алекси Иванов. На 19 юни 2022 г. е проведено в НДК Учередителното събрание на Български възход. През август 2022 г. Българския възход се коалира с лявата партия Алтернатива за българско възраждане с председател Румен Петков и след парламентарните избори от 2 октомври 2022 г. влиза в XLVIII народно събрание с 12 народни представители.

## Участия на избори

### Парламентарни
| Година        | Избори           | Гласове | %    | Резултат             | Места    |
| ------------- | ---------------- | ------- | ---- | -------------------- | -------- |
| 2022          | Народно събрание | 115 872 | 4,63 | Седмо място          | 12 / 240 |
| 2023          | Народно събрание | 77 420  | 3,06 | Седмо място          | 0 / 240  |
| юни 2024      | Народно събрание | 12 322  | 0,57 | Четиринадесето място | 0 / 240  |
| октомври 2024 | Народно събрание | 10 308  | 0,42 | Единадесето място    | 0 / 240  |